# Baris in Hellesponto
Baris in Hellesponto (łac. Diœcesis Barenus in Hellesponto) – stolica historycznej diecezji w Cesarstwie Rzymskim (prowincja Hellespont), współcześnie w Turcji. Pierwszym wzmiankowanym biskupem był Eutychian (V w.). W XVIII wieku biskupem tytularnym Baris był dominikanin Louis Marie Maggi. Od 1933 ponownie katolicka diecezja tytularna, wakująca od 1990.

## Biskupi tytularni (XX w.)
| Lp. | Biskup           | Od                   | Do                   |
| --- | ---------------- | -------------------- | -------------------- |
| 1   | Jerome Sebastian | 22 grudnia 1953      | 11 października 1960 |
| 2   | Walenty Wójcik   | 26 października 1960 | 22 listopada 1990    |